# Nieuwe Passageulepolder
De Nieuwe Passageulepolder is een zeer langgerekte polder ten zuiden van IJzendijke, die deel uitmaakt van de Eiland- en Brandkreekpolders.
De polder is ontstaan door de inpoldering van de Passageule. Deze diende als defensielinie (Passageule-Linie) en had tevens een functie als scheepvaartweg, daar ze de Braakman en het Zwin met elkaar verbond.
Het oostelijk deel van deze waterweg werd het Zuiddiep genoemd, en hier ontstond in 1688 de Groote Zuiddiepepolder. In 1735 werd echter een nieuwe vaart gegraven, die eveneens als defensielinie was bedoeld. De vaart verzandde echter spoedig, en van 1786-1788 werden twee dammen in deze vaart gelegd, die van spuisluizen waren voorzien. Dit betrof de Bakkersdam in het westen en de Kapitalendam in het oosten. Het tussenliggende gebied, ruim 13 km lang, werd ingepolderd, waarbij een polder van 848 ha ontstond.
In het meest westelijke deel van de polder bevindt zich het natuurgebied De Plate en, meer naar het oosten, het Pontebos. De gehele polder wordt in de lengterichting doorsneden door de Passageule, hier ook "Linie" genaamd. Tegenwoordig sluit dit aan op het Uitwateringskanaal naar de Wielingen.
Buurtschappen langs de polder zijn, naast Bakkersdam en Kapitalendam, ook Ponte, Ponte-Avancé, Balhofstede, Pyramide en Turkeye.
De polder wordt begrensd door de Wilde weg, de Passageulestraat, de Sint-Jorisweg, de Sint-Margrietepolderdijk, de Molenweg, de Grote Boomdijk, de Bakkersdam, de Slepersdijk, de Van der Bekeweg, de Liniedijk, de Isabellaweg, de Schorredijk, de Mollekotweg, de Oudemansdijk en de Krommeslag.